# ポティグアル

リオグランデ・ド・ノルテ州の地図。

ポティグアル（potiguar)、複数形ではポティグアレス（Potiguares) は、リオグランデ・ド・ノルテ州に生まれた者を指す住民の呼称。

## 起源
ポティグアル (potiguar)、ないし、ポティグアラ (potiguara) は、現在のリオグランデ・ド・ノルテ州やパライバ州の沿岸地域に分布していたトゥピ語話者の集団の名称である。この名はトゥピ語では「エビを食べる者」といった意味であり、「ポティ potï」がエビ、「グアール guar」が食べる人を意味している。部族としてのポティグアラ族の子孫の一部は、キリスト教の洗礼を受けてポルトガル語の姓を名乗るようになったときに、エビを意味するカマラン (Camarão) と称するようになったが、それらの中で最も有名な者としては、戦士フィリペ・カマランや、彼の妻クララ・カマランがいる.。